# Нью-Лексингтон
Нью-Ле́ксингтон (англ. New Lexington) — город в округе Перри, штат Огайо, США.

## География
Согласно Бюро переписи населения США, город занимает площадь 6 км².

## Известные уроженцы
- Мак-Гахан, Януарий Алоизий (1844—1878) — американский военный корреспондент.